# Cuckmere River
Cuckmere River är ett vattendrag i Storbritannien.   Det ligger i riksdelen England, i den södra delen av landet, 90 km söder om huvudstaden London.